# Bairro afro-americano
Bairros afro-americanos ou bairros negros são tipos de enclaves étnicos encontrados em muitas cidades dos Estados Unidos. Geralmente, um bairro afro-americano é aquele onde a maioria das pessoas que vivem lá são afro-americanas. Alguns dos primeiros bairros afro-americanos ficavam em Nova Orleães, Mobile, Atlanta e outras cidades em todo o sul dos Estados Unidos, bem como na cidade de Nova Iorque. Em 1830, havia 14.000 "negros livres" morando na cidade de Nova Iorque.
A formação de bairros negros está intimamente ligada à história da segregação nos Estados Unidos, seja por meio de leis formais ou como produto de normas sociais. Os bairros negros desempenharam um papel importante no desenvolvimento da cultura afro-americana. Alguns bairros sofreram ataques violentos.
A segregação residencial negra vem diminuindo nos Estados Unidos e muitos negros estão se mudando para subúrbios brancos. Os negros continuam a viver em bairros mais pobres do que os brancos e os americanos de outras raças.
Os bairros afro-americanos têm maior probabilidade de apresentar maiores taxas de pobreza. Os bairros afro-americanos também apresentam maiores taxas de homicídio.

## História
Os bairros afro-americanos se originaram da segregação. A escravidão moldou as opções de moradia para os negros. Negros e, às vezes, judeus, asiáticos e latinos foram impedidos de frequentar os bairros brancos.

### A Grande Migração
A Grande Migração foi o movimento de mais de um milhão de afro-americanos para fora das áreas rurais do sul dos Estados Unidos de 1914 a 1940. A maioria dos afro-americanos que participaram da migração mudou-se para grandes cidades industriais, como Nova Iorque, Chicago, Filadélfia, Detroit, Cincinnati, Cleveland, St. Louis, Kansas City, Boston, Baltimore, Pittsburgh, Los Angeles, Washington, D.C., Minneapolis, Nova Orleães, Milwaukee, Oakland e Long Beach, bem como muitas cidades industriais menores. Portanto, a migração desempenhou um papel importante na formação e expansão de bairros afro-americanos nessas cidades. O South Side de Chicago e os subúrbios adjacentes do sul constituem juntos a maior região geográfica predominantemente negra dos Estados Unidos, estendendo-se aproximadamente da Cermak Road (22nd St) ao norte no Near South Side até o subúrbio ao extremo sul do University Park - uma distância de aproximadamente 40 milhas. Existem várias raças e grupos étnicos nesta enorme extensão, como brancos, latinos, asiáticos e árabes, mas é predominantemente negra.
Enquanto a Grande Migração ajudou afro-americanos educados a obter empregos, ao mesmo tempo em que permitiu uma medida de mobilidade de classe, os migrantes encontraram formas significativas de discriminação no Norte por meio de uma grande migração durante um período tão curto de tempo. Os migrantes afro-americanos eram frequentemente ressentidos pelas classes trabalhadoras do Norte, que temiam que sua capacidade de negociar taxas de pagamento, ou mesmo de garantir emprego, fosse ameaçada pelo influxo de nova competição trabalhist.
As populações aumentaram muito rapidamente com a adição de migrantes afro-americanos e novos imigrantes europeus, o que causou escassez generalizada de moradias em muitas cidades. Grupos mais novos competiam até mesmo pelas casas mais antigas e decadentes porque as casas mal construídas eram o que eles podiam pagar. Afro-americanos competiam por trabalho e moradia com imigrantes de primeira ou segunda geração em muitas cidades importantes. Grupos étnicos criaram territórios que eles defenderam contra mudanças. Populações mais estabelecidas com mais capital se mudaram para moradias mais novas que estavam sendo desenvolvidas nos arredores das cidades, para fugir da pressão de novos grupos de moradores.
Os migrantes também descobriram que a discriminação aberta do Sul se manifestava apenas de forma mais sutil no Norte. Em 1917, a Suprema Corte declarou as portarias municipais de segregação de residentes inconstitucionais. Em resposta, alguns grupos brancos recorreram ao acordo restritivo, uma restrição formal de escritura que obrigava os proprietários de imóveis em um determinado bairro a não vender para negros. Os brancos que quebrassem esses acordos poderiam ser processados por vizinhos "danificados". Somente em 1948 a Suprema Corte anulou os acordos restritivos. A Lei Nacional de Habitação de 1934 contribuiu para limitar a disponibilidade de empréstimos para áreas urbanas, particularmente aquelas áreas habitadas por afro-americanos. No lado norte de Chicago, os proprietários de imóveis da Chicago Uptown Association em 1931 listaram o bloco 4600 da North Winthrop Avenue como o único bloco onde os afro-americanos poderiam viver.
Em algumas cidades, o afluxo de migrantes afro-americanos, bem como de outros imigrantes, resultou em violência racial, que explodiu em várias cidades durante 1919.
Este evento significativo e a luta subsequente dos migrantes afro-americanos para se adaptarem às cidades do Norte foram o tema da Migration Series de Jacob Lawrence. Esta série, exibida em 1941, foi responsável por trazer Lawrence aos olhos do público como um dos mais importantes artistas afro-americanos da época.

### A Segunda Grande Migração
De 1940 a 1970, outros cinco milhões de pessoas deixaram o Sul para empregos industriais em cidades do Norte e do Oeste. Às vezes, a violência era o resultado de parte da pressão dessa migração.[carece de fontes?]
Em resposta ao afluxo de negros do Sul, bancos, companhias de seguros e empresas começaram a praticar redlining — negando ou aumentando o custo de serviços, como serviços bancários, seguros, acesso a empregos, acesso a assistência médica, ou mesmo supermercados para residentes em certas áreas, muitas vezes determinadas racialmente,. O uso mais comum do termo se refere à discriminação hipotecária. Dados sobre preços de casas e atitudes em relação à integração sugerem que, em meados do século XX, a segregação era um produto de ações coletivas tomadas por brancos para excluir negros de seus bairros. Isso significava que as minorias étnicas podiam garantir empréstimos hipotecários apenas em certas áreas, e isso resultou em um grande aumento na segregação racial residencial e na decadência urbana nos Estados Unidos.
A renovação urbana, a reconstrução de áreas dentro de grandes cidades, incluindo a fuga de brancos,  também tem sido um fator nos padrões de crescimento dos bairros afro-americanos. O processo começou uma fase intensa no final da década de 1940 e continua em alguns lugares até os dias atuais. Teve um grande impacto na paisagem urbana. A renovação urbana foi extremamente controversa porque envolveu a destruição de empresas, a realocação de pessoas e o uso de desapropriação para recuperar propriedade privada para projetos de desenvolvimento iniciados pela cidade. As justificativas frequentemente usadas para a renovação urbana incluem a "renovação" de favelas residenciais, áreas comerciais e industriais devastadas. Na segunda metade do século XX, a renovação frequentemente resultou na criação de alastramento urbano e vastas áreas de cidades sendo demolidas e substituídas por rodovias e vias expressas, projetos habitacionais e terrenos baldios, alguns dos quais ainda permanecem vagos no início do século XXI. A renovação urbana teve um impacto desproporcional e amplamente negativo nos bairros afro-americanos. Na década de 1960, James Baldwin apelidou a renovação urbana de "Remoção de Negros".
A criação de rodovias em alguns casos dividiu e isolou bairros negros de bens e serviços, muitas vezes dentro de corredores industriais. Por exemplo, o sistema de rodovias interestaduais de Birmingham tentou manter os limites raciais estabelecidos pela lei de zoneamento racial da cidade de 1926. A construção de rodovias interestaduais através de bairros negros na cidade levou a uma perda populacional significativa nesses bairros. Também foi associada a um aumento na segregação racial do bairro.
Os tumultos que varreram cidades por todo o país de 1964 a 1968 danificaram ou destruíram áreas adicionais de grandes cidades, por exemplo, a 12th Street de Detroit, os corredores das ruas U e H em Washington, DC, e o Harlem na cidade de Nova Iorque durante os motins do Harlem. Em 1968, a Lei dos Direitos Civis removeu as restrições raciais de escritura sobre moradia. Isso permitiu que afro-americanos de classe média se mudassem para moradias melhores, em alguns casos nos subúrbios, e para bairros residenciais desagregados. Em algumas áreas, no entanto, os agentes imobiliários continuaram a direcionar afro-americanos para áreas específicas, embora isso agora fosse ilegal.[carece de fontes?]

### Final do século XX
Em 1990, as barreiras legais que impunham a segregação foram substituídas pelo racismo descentralizado, onde os brancos pagam mais para viver em áreas predominantemente brancas. Alguns cientistas sociais sugerem que os processos históricos de suburbanização e descentralização são exemplos de privilégio branco que contribuíram para os padrões contemporâneos de racismo ambiental.
Ao mesmo tempo, no entanto, pessoas negras de classe média e alta também pagaram mais para viver nos subúrbios e deixaram os centros urbanos de antigas potências industriais para trás. Na Nova Grande Migração, graduados universitários negros estão retornando ao Sul em busca de empregos, onde geralmente se estabelecem em áreas suburbanas de classe média. Isso inclui estados como Texas, Geórgia e Maryland, três dos maiores estados ganhadores de graduados universitários.
A Nova Grande Migração não é distribuída uniformemente por todo o Sul. O aumento no ganho líquido aponta para Atlanta, Charlotte, Dallas e Houston como pontos críticos crescentes para os migrantes da Nova Grande Migração. A porcentagem de negros americanos que vivem no Sul tem aumentado desde 1990, e os maiores ganhos ocorreram nas grandes áreas urbanas da região, de acordo com dados do censo. A população negra da área metropolitana de Atlanta mais que dobrou entre 1990 e 2020, ultrapassando 2 milhões no censo mais recente. A população negra também mais que dobrou na área metropolitana de Charlotte, enquanto a Grande Houston e Dallas-Fort Worth viram suas populações negras ultrapassarem 1 milhão pela primeira vez. Várias áreas metropolitanas menores também tiveram ganhos consideráveis, incluindo San Antonio; Raleigh e Greensboro, N.C.; e Orlando. Os destinos principais são os estados que têm mais oportunidades de emprego, especialmente Geórgia, Carolina do Norte, Maryland, Virgínia, Tennessee, Flórida e Texas. Outros estados do sul, incluindo Mississippi, Luisiana, Carolina do Sul, Alabama e Arkansas, registaram um pequeno crescimento líquido na população afro-americana devido à migração de retorno.

## Atualmente
Apesar desses padrões generalizados, muitas mudanças para áreas individuais são menores. Trinta anos após a era dos direitos civis, os Estados Unidos continuam sendo uma sociedade residencial segregada, na qual negros e brancos habitam diferentes bairros de qualidade muito diferente. As cidades ao longo da história continham distritos étnicos distintos. Mas raramente eles foram tão isolados e empobrecidos quanto os distritos afro-americanos encontrados nas cidades dos EUA atualmente.

### Áreas de classe média negra e de colarinho branco
Ver Gentrificação nos Estados Unidos para desenvolvimento e gentrificação de bairros negros
Devido aos avanços causados pelo Movimento dos Direitos Civis, o ativismo social e político da comunidade afro-americana (instituições religiosas e educacionais), tem sido um forte advento proeminente da classe média negra e dos profissionais de colarinho branco negros. Isso ajudou a produzir populações majoritariamente negras com bairros negros significativos de classe média a alta. Muitas dessas comunidades são encontradas nos subúrbios de Maryland, Washington, D.C., e Baltimore, MD, bem como nos subúrbios de Atlanta, GA, e espalhadas pelo país, como Cedar Hill, Texas, Oak Park, Michigan e LaPlace, Luisiana. Os moradores dessas comunidades são altamente educados e trabalham em empregos profissionais de colarinho branco. Essas comunidades também se desenvolveram em muitas das maiores cidades dos Estados Unidos. Mesmo algumas daquelas que tradicionalmente têm alta pobreza e desemprego também tiveram bairros com negros de classe média e ricos. As políticas de gentrificação das cidades, o processo de renovação de um distrito para que ele se adapte ao gosto da classe média, também desempenhou um papel.

### Guetos

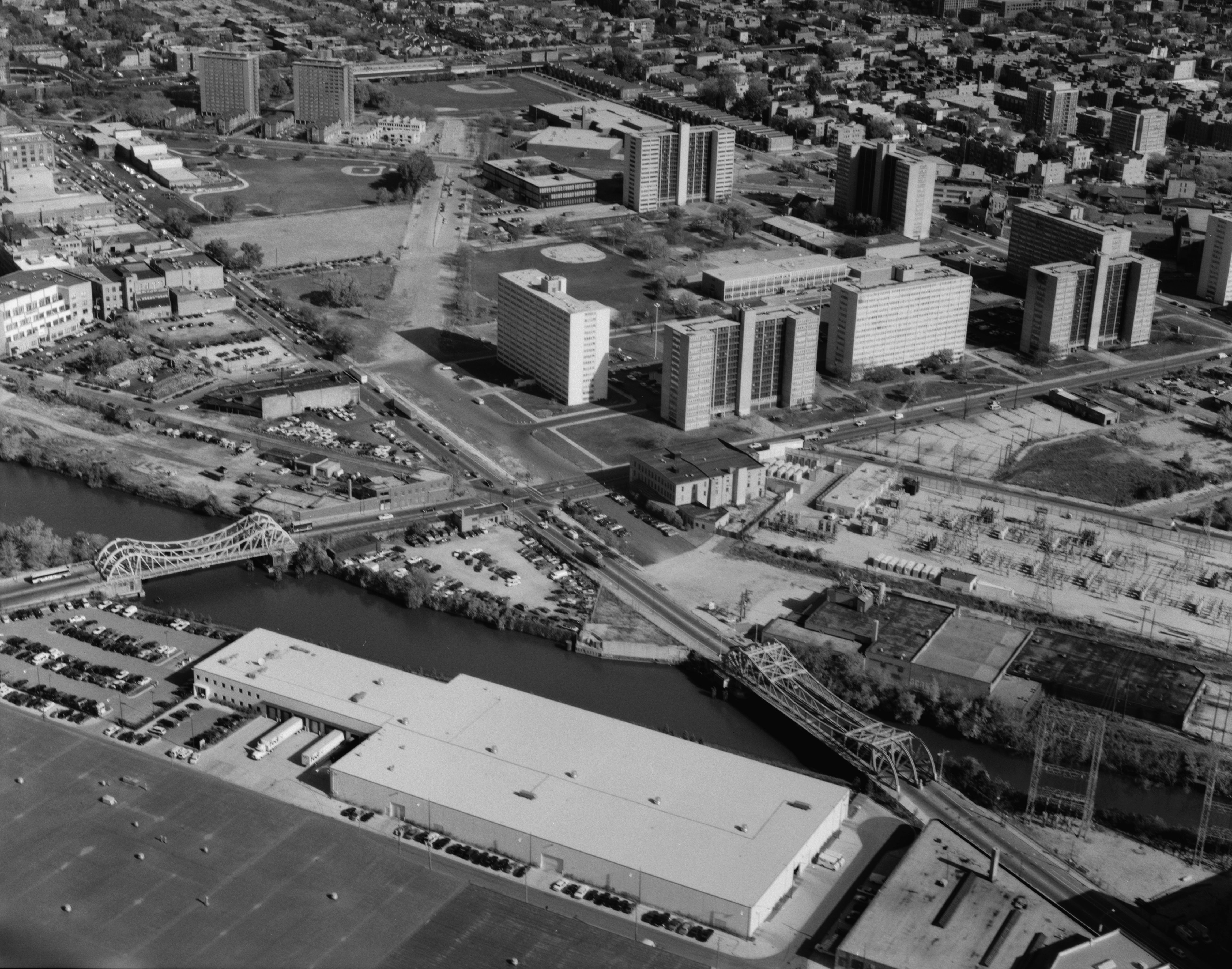
O Projeto Habitacional Cabrini-Green de Chicago, fotografado em 1999, era famoso pelas péssimas condições de vida e pela falta de segurança sofridas por seus moradores.

A segregação racial nos Estados Unidos é mais pronunciada na habitação. Embora pessoas de diferentes raças possam trabalhar juntas, ainda é improvável que vivam em bairros amplamente integrados. Esse padrão difere apenas em grau em diferentes áreas metropolitanas.
Devido às condições segregadas e à pobreza generalizada, alguns bairros negros nos Estados Unidos foram chamados de "gueto" ou "projetos". O uso deste termo é controverso e, dependendo do contexto, potencialmente ofensivo. Apesar do uso do termo "gueto" pela América dominante para significar uma área urbana pobre (predominantemente afro-americanos), aqueles que viviam na área frequentemente o usavam para significar algo positivo.
Os guetos negros nem sempre continham casas dilapidadas e projetos deteriorados, nem todos os seus moradores eram pobres. Para muitos afro-americanos, o gueto era "lar", um lugar que representava a autêntica cultura afro-americana e um sentimento, paixão ou emoção derivada da superação da luta e do sofrimento de ser negro na América. Langston Hughes relata em "Negro Ghetto" (1931) e "The Heart of Harlem" (1945): Os prédios no Harlem são de tijolos e pedras/E as ruas são longas e largas,/Mas o Harlem é muito mais do que isso,/O Harlem é o que está dentro." O dramaturgo August Wilson usou o termo "gueto" em Black Bottom de Ma Rainey (1984) e Fences (1987), ambos baseados na experiência do autor crescendo no Hill District de Pittsburgh, primeiro um bairro de primeiros imigrantes europeus, depois um gueto negro. Dependendo do contexto e dos círculos sociais, o termo "gueto" ou "hood" (abreviação de bairro) pode ser um termo carinhoso para o local onde a pessoa foi criada ou vive.

## Instituições em bairros negros
Embora alguns bairros negros possam sofrer com o desinvestimento cívico, com escolas sendo consideradas de menor qualidade devido a algumas escolas apresentarem notas mais baixas nos testes, policiamento e proteção contra incêndio menos eficaz, há instituições que ajudam a melhorar o capital físico e social dos bairros negros. E com a mobilidade social de muitos afro-americanos, houve o surgimento de muitas comunidades com melhores escolas e bairros seguros. Mas essas questões podem ser mais devido à economia do que à raça, já que os negros de classe média com bairros de classe média tendem a viver em bairros melhores e as crianças frequentam escolas melhores do que aquelas de bairros ou distritos escolares de renda mais baixa.

### Igrejas
Em bairros negros, as igrejas têm sido fontes importantes de coesão social e ativismo. Para alguns afro-americanos, o tipo de espiritualidade aprendida por meio dessas igrejas funciona como um fator de proteção contra as forças corrosivas do racismo. As igrejas também podem trabalhar para melhorar a infraestrutura física do bairro. As igrejas no Harlem empreenderam empreendimentos imobiliários e reformaram prédios de brownstone queimados e abandonados para criar novas moradias para os moradores. As igrejas lutaram pelo direito de operar suas próprias escolas no lugar das escolas públicas frequentemente inadequadas encontradas em muitos bairros negros.

### Museus

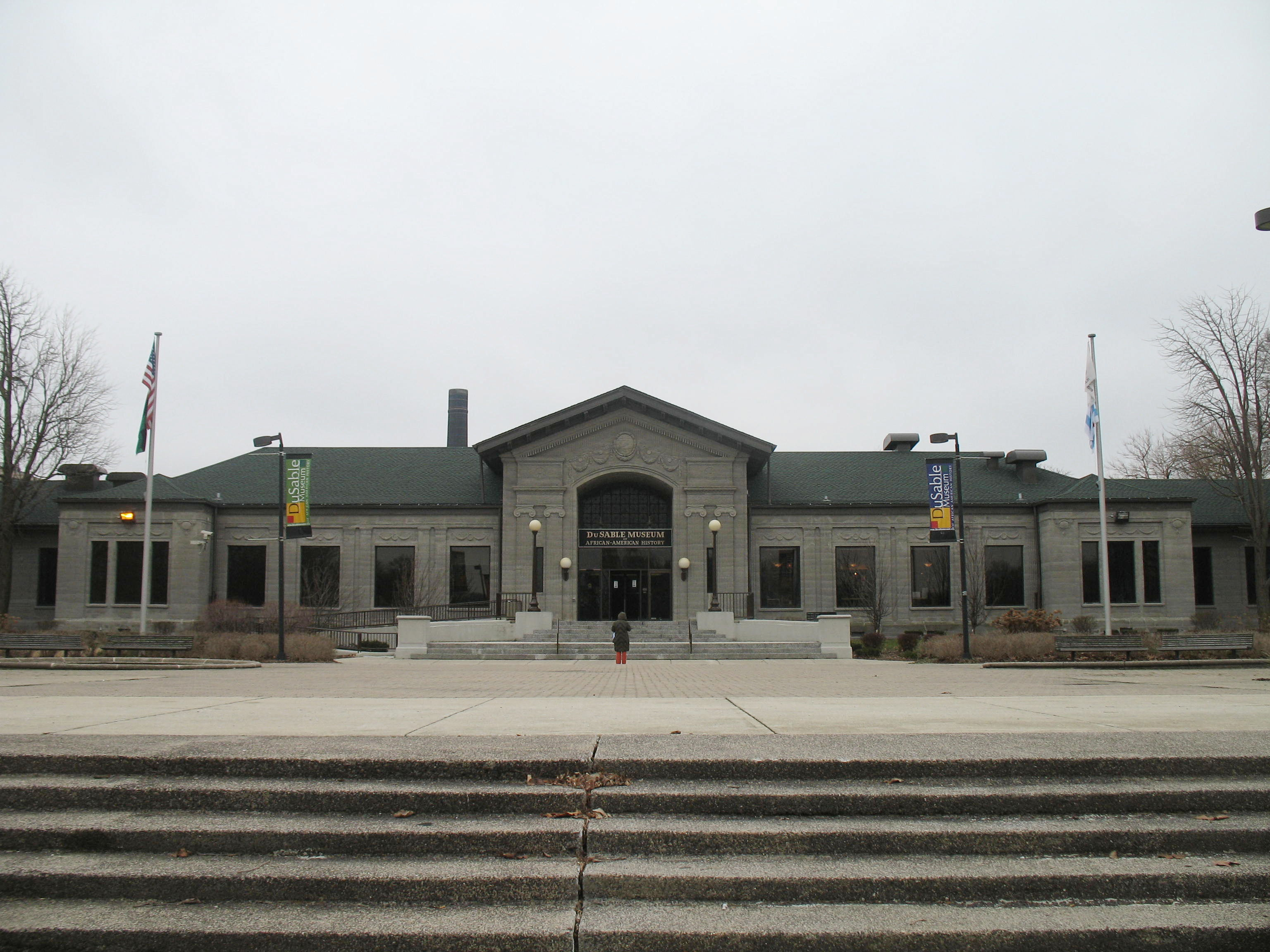
DuSable Museum, Washington Park, Chicago.

O Movimento dos Museus Afro-Americanos surgiu durante as décadas de 1950 e 1960 para preservar a herança da experiência negra e garantir sua interpretação adequada na história americana. Museus dedicados à história afro-americana são encontrados em muitos bairros negros. Instituições como o Museu e Biblioteca Afro-Americana em Oakland, o Museu Charles H. Wright de História Afro-Americana em Detroit, o Museu DuSable em Chicago e o Museu Afro-Americano em Cleveland foram criados por afro-americanos para ensinar e investigar a história cultural que, até décadas recentes, era preservada principalmente por meio de tradições orais.

### Teatro e artes
Os principais movimentos na literatura, música e artes têm suas raízes nos bairros afro-americanos: blues, gospel, jazz, soul, rap, house, hip hop, rock and roll e outros. As cidades eram os lugares onde os jovens artistas podiam se encontrar e estudar com outros artistas e receber reconhecimento, como fez Jacob Lawrence quando sua Migration Series foi apresentada pelo Museum of Modern Art em Nova Iorque quando ele ainda estava na casa dos 20 anos.
Bairros afro-americanos também geraram teatro afro-americano e inúmeras companhias de dança em uma variedade de estilos. Após sua carreira como dançarino de balé clássico no New York City Ballet, Arthur Mitchell fundou uma escola e companhia de dança no Harlem. Alvin Ailey criou danças a partir da experiência afro-americana com sua Alvin Ailey Dance Company.
Chicago stepping é um nome dado a uma dança que foi criada nos bairros predominantemente afro-americanos de Chicago. House music, uma forma de electronic dance music foi desenvolvida pela primeira vez em Chicago no início dos anos 1980. Na década de 1990, ela se espalhou nacional e globalmente.
O hip hop é um movimento cultural e um gênero musical desenvolvido na cidade de Nova Iorque a partir do final da década de 1970, predominantemente por afro-americanos. Desde que surgiu no South Bronx e em Bedford-Stuyvesant, o estilo de vida do rap/hip hop se espalhou globalmente.

### Jornais
Muitos bairros afro-americanos produzem seus próprios jornais, incluindo o South Fulton Neighbor em Atlanta, o Capitol Update em Tallahassee, o Chicago Defender em Chicago, o Amsterdam News em Nova Iorque e o Omaha Star em Omaha.[carece de fontes?]

### Educação
A segregação em escolas e universidades levou à criação de muitas escolas negras. Escolas públicas de ensino fundamental, médio e superior nos Estados Unidos existiam durante o período de segregação legal. Os alunos que frequentavam a escola passavam por aulas vocacionais ou ensino médio regular. A escola vocacional oferecia várias disciplinas, como cosmetologia, alfaiataria e soldagem. No nível universitário, um punhado de faculdades e universidades historicamente negras se desenvolveram antes da Guerra Civil e muitas outras foram estabelecidas depois de 1865. Essas faculdades e universidades são historicamente frequentemente cercadas por bairros negros.

### Festivais e feriados
Na cidade americana de Filadélfia, o Festival Odunde (também conhecido como "Ano Novo Africano") afirma ser o maior encontro de afro-americanos que acontece anualmente no segundo domingo de junho na seção Southwest Center City da cidade.
Além disso, o Distrito de Columbia celebra o dia 16 de abril como o Dia da Emancipação como feriado público, que é uma efeméride da emancipação dos escravos de origem africana.
Embora o Juneteenth tenha aumentado em popularidade nacional e internacional, o feriado começou entre os negros texanos em Galveston, Texas quando pessoas escravizadas souberam da Proclamação de Emancipação com dois anos de atraso, porque os proprietários de escravos propositalmente esconderam essa informação deles. Hoje em dia, várias comunidades negras no Texas e além reconhecem o dia 19 de junho como um feriado complicado, mas comemorativo. Também é conhecido como Dia do Jubileu.

## Ambiente construído
Muitos bairros afro-americanos estão localizados em inner cities cidades do interior ou fazem parte de um centro urbano. Esses são os bairros predominantemente residenciais localizados mais próximos do distrito comercial central. O ambiente construído é geralmente composto por casas geminadas ou brownstones, do século XIX e início do século XX, misturados com casas unifamiliares mais antigas que podem ser convertidas em casas multifamiliares. Em algumas áreas, há prédios de apartamento maiores.
As shotgun houses são uma parte importante do ambiente construído de alguns bairros afro-americanos do sul. As casas consistem de três a cinco cômodos em uma fileira, sem corredores. Este projeto de casa afro-americana é encontrado em áreas rurais e urbanas do sul, principalmente em comunidades e bairros afro-americanos (especialmente em Nova Orleães).
O termo "shotgun house" é frequentemente dito como vindo do ditado que alguém poderia disparar uma espingarda pela porta da frente e os chumbinhos voariam limpos pela casa e sairiam pela porta dos fundos. No entanto, a origem do nome pode realmente refletir uma herança arquitetônica africana, talvez sendo uma corruptela de um termo como to-gun, que significa "local de reunião" na região fon de Daomé do Sul.
Durante os períodos de declínio populacional e decadência urbana nas décadas de 1970 e 1980, muitos bairros afro-americanos, como outros bairros de minorias urbanas, transformaram lotes abandonados em jardins comunitários. Os jardins comunitários atendem a funções sociais e econômicas, fornecendo espaços abertos e seguros em áreas com poucos parques. Organizações como a Philadelphia Green, organizada pela Sociedade Hortícola da Filadélfia, ajudaram as comunidades a organizar jardins para construir um sentimento de comunidade e melhorar os bairros. Eles podem ser lugares para socialização, vegetais frescos em bairros mal atendidos por supermercados e fontes de produtos tradicionais afro-americanos.